# Nemška zvezna dežela
Nemška zvezna dežela (nemško Bundesland, pogovorno tudi Land) je po ustavnem redu Zvezne republike Nemčije njen delno suveren federalni subjekt. Dežel je trenutno šestnajst: Baden - Württemberg (št. 1 na zemljevidu), Bavarska (2), Berlin (3), Brandenburg (4), Bremen (5), Hamburg (6), Hessen (7), Mecklenburg - Predpomorjanska (8), Porenje - Pfalška (11), Posarje (12), Saška (13), Saška - Anhalt (14), Schleswig - Holstein (15), Severno Porenje - Vestfalija (10), Spodnja Saška (9), Turingija (16).

## Zgodovina
Močna regionalna identiteta in strog federalizem sta značilnost vseh združenih nemških držav po letu 1871 z izjemo nacionalsocialističnega rajha. Nemško cesarstvo se je med 1871 in 1918 delilo na zvezne države, weimarska ustava pa je uvedla dežele. Po drugi svetovni vojni je ponovna vzpostavitev dežel za zavezniške okupacijske sile pomenila garancijo, da Nemčija ne bo razvila prevelike centralne moči. 
Ob ustanovitvi Zvezne republike Nemčije leta 1949 je ta imela 11 dežel: Baden, Bavarska, Bremen, Hamburg, Hessen, Porenje - Pfalška, Schleswig - Holstein, Severno Porenje - Vestfalija, Spodnja Saška, Württemberg - Baden, Württemberg - Hohenzollern. Leta 1952 je z združitvijo dežel Württemberg-Baden in Württemberg-Hohenzollern nastala dežela Baden - Württemberg. Leta 1957 je bila k ZRN kot dežela priključeno od leta 1947 nominalno neodvisno Posarje. Po kolapsu Nemške demokratične republike leta 1990 so se k federaciji priključile t. i. nove zvezne dežele (Neue Bundesländer) Brandenburg, Mecklenburg - Predpomorjanska, Saška, Saška - Anhalt, Turingija in Berlin, ki je bil po zahodnonemški ustavi dežela že od leta 1949, a formalno tudi kasneje pod okupacijo zavezniških sil, dejansko pa pod kontrolo NDR (Vzhodni Berlin) in ZRN (Zahodni Berlin, brez deželnih pravic).
Ker nemška ustava dopušča spreminjanje deželnih meja, so žive razprave o novih delitvah in združitvah dežel. Največ podpore uživajo predlogi o združitvah mestnih dežel z zaledjem (Berlin z Brandenburgom, Bremen s Spodnjo Saško, Hamburg s Schleswig - Holsteinom), obstajajo pa tudi predlogi za drastično zmanjšanje števila dežel (na 9 ali celo 6). Med predlogi za ustanovitev novih dežel je najbolj znan predlog Frankovske za ločitev od Bavarske.

## Pravni položaj
Nemški Temeljni zakon v sedmem poglavju določa tri vrste  zakonodajnih področij: področja v izključni pristojnosti zveze, področja konkurirajoče pristojnosti zveze in dežel in vsa ostala področja, kjer velja izključna zakonodajna pristojnost dežel. Domneva se torej zakonodajna pristojnost dežel, vendar velja, da zvezno pravo prebija deželno. Značilna področja deželne pristojnosti so šolstvo, policija in organizacija sodstva. Dežele so po prevladujoči razlagi originalni subjekti mednarodnega prava, saj lahko sklepajo mednarodne pogodbe, v kolikor spadajo v področje deželnih pristojnosti in jih odobri zvezna vlada.
Dežele imajo zakonodajne organe, ki se navadno imenujejo deželni zbor (Landtag), razen v Berlinu (Dom odposlancev, Abgeordnetenhaus), Bremnu in Hamburgu (Mestni svet, Bürgerschaft), in se volijo na 4-5 let. Izvršilno oblast v deželi izvaja deželna vlada (Landesregierung), razen na Bavarskem in Saškem (državna vlada, Staatsregierung), Berlinu, Bremnu in Hamburgu (Senat, Senat), ki jo vodi ministrski predsednik (Ministerpräsident), razen v Berlinu (vladajoči župan, Regierender Bürgermeister), Bremnu in Hamburgu (predsednik senata, Senatspräsident).
Na zvezni ravni so dežele zastopane v Zveznem svetu, kjer imajo različno število glasov glede na število prebivalcev.

## Upravna delitev dežel
Dežele samostojno z deželnim pravom določajo svoje ožje upravne enote. T.i. površinske dežele (Flächenländer), tj. tiste, ki niso mestne dežele (Stadtstaaten: Berlin, Bremen in Hamburg) se delijo na podeželske (Landkreise) in mestne okraje (kreisfreie Städte), podeželski okraji pa se nadalje delijo na mesta (Städte) in občine (Gemeinden). Možne so tudi upravne enote, manjše od okrajev in večje od občin, ki so v bistvu povezave med občinami in se različno imenujejo.
Nekatere največje dežele (Baden-Württemberg, Bavarska, Hessen, Severno Porenje-Vestfalija, Saška) poznajo upravno raven, višjo od okrajev, t. i. vladna okrožja (Regierungsbezirke).

## Pregled zveznih dežel
| Grb | Zvezna dežela                 | Dežela od | Predsednik vlade                             | Površina (km²) | Preb. (mio) | Preb. na km² | Prestolnica       |
| --- | ----------------------------- | --------- | -------------------------------------------- | -------------- | ----------- | ------------ | ----------------- |
|     | Baden - Württemberg           | 1952      | Winfried Kretschmann (Zavezništvo 90/Zeleni) | 35.752         | 10,739      | 300          | Stuttgart         |
|     | Bavarska                      | 1949      | Markus Söder (CSU)                           | 70.552         | 12,488      | 177          | München           |
|     | Berlin                        | 1990      | Kai Wegner (CSU) in (SPD)                    | 892            | 3,395       | 3807         | –                 |
|     | Brandenburg                   | 1990      | Dietmar Woidke (SPD)                         | 29.479         | 2,559       | 87           | Potsdam           |
|     | Bremen                        | 1949      | Andreas Bovenschulte (SPD)                   | 404            | 0,663       | 1.641        | Bremen (de facto) |
|     | Hamburg                       | 1949      | Peter Tschentscher (SPD)                     | 755            | 1,774       | 2.309        | –                 |
|     | Hessen                        | 1949      | Boris Rhein (CDU)                            | 21.115         | 6,075       | 289          | Wiesbaden         |
|     | Mecklenburg - Predpomorjanska | 1990      | Manuela Schwesig (SPD)                       | 23.180         | 1,707       | 74           | Schwerin          |
|     | Spodnja Saška                 | 1949      | Stephan Weil (SPD)                           | 47.624         | 7,997       | 168          | Hannover          |
|     | Severno Porenje - Vestfalija  | 1949      | Hendrik Wüst (CDU)                           | 34.085         | 18,029      | 530          | Düsseldorf        |
|     | Porenje - Pfalška             | 1949      | Alexander Schweitzer (SPD)                   | 19.853         | 4,053       | 204          | Mainz             |
|     | Posarje                       | 1957      | Anke Rehlinger (SPD)                         | 2.569          | 1,050       | 409          | Saarbrücken       |
|     | Saška                         | 1990      | Michael Kretschmer (CDU)                     | 18.416         | 4,250       | 232          | Dresden           |
|     | Saška - Anhalt                | 1990      | Reiner Haseloff (CDU)                        | 20.446         | 2,470       | 121          | Magdeburg         |
|     | Schleswig - Holstein          | 1949      | Daniel Günther (CDU)                         | 15.799         | 2,833       | 179          | Kiel              |
|     | Turingija                     | 1990      | Christine Lieberknecht (Levica)              | 16.172         | 2,335       | 144          | Erfurt            |
|     | Nemčija                       | –         | Friederick Merz (CDU)                        | 357.093        | 82,438      | 231          | Berlin            |